# Судостроительная (станция метро)
«Судострои́тельная» (укр. «Суднобудівна́») — строящаяся станция первой очереди Подольско-Вигуровской линии Киевского метрополитена. Согласно проекту будет расположена на Рыбальском острове на правом берегу Днепра на эстакаде Подольского мостового перехода (уже существует в конструкциях). По конструкции аналогична станциям «Труханов остров» и «Залив Десёнка». Название — от расположенного рядом судостроительного предприятия «Кузница на Рыбальском».
По состоянию на середину 2025 года продолжается строительство Подольско-Воскресенского моста, станция частично готова в конструкциях. Открытие станции планируется после 2027 года, в составе первой очереди Подольско-Вигуровской линии.